# Komi-san wa, Komyushō desu
Komi-san wa, Komyushou desu (古見さんは、コミュ症です。), conhecida no Brasil como Komi Não Consegue se Comunicar, é uma série de mangá japonesa escrita e ilustrada por Tomohito Oda. O mangá foi publicado pela primeira vez na revista Weekly Shōnen Sunday como um capítulo one-shot em setembro de 2015, enquanto a série regular foi serializada de maio de 2016 a janeiro de 2025.
A segunda temporada da adaptação do mangá em anime estreou em abril de 2022. A criação do anime veio após o mangá aparecer bem ranqueado em inúmeras listas de mangás que os leitores queriam ver animados. Em setembro de 2021 estreou do live action baseado no mangá.
Em fevereiro de 2022. foi lançada a versão em português pela Editora Panini, porém continuam sendo lançadas em sites da internet traduções não oficiais de capítulos mais recentes.
Em Janeiro de 2022 o mangá venceu o Prêmio Shogakukan na categoria garotos (少年向け部門 Shōnen muke bumon?).
A publicação regular do mangá se encerrou em 29 de janeiro de 2025, com 499 capítulos, não incluindo nesse número o one-shot, capítulos extras de lançamento de volume e o especial com a personagem do mangá Maoujou de Oyasumi. É importante esclarecer que o número de capítulos não é igual ao número de semanas em que teve lançamentos de capítulos do mangá, pois ocorreram semanas em que teve o lançamento de 2, 3 e até 4 capítulos. Nessas semanas os capítulos continham um número menor de páginas. Somadas as páginas desses capítulos menores, o número nunca ultrapassou 18, que era o padrão de páginas de um capítulo convencional. Em 18 de março de 2025 foi lançado o último volume da obra, volume 37. Esse volume trouxe um capítulo especial.

## Enredo
Em seu primeiro dia na escola de ensino médio de elite Itan High School, principal cenário da história, Shouko Komi fica imediatamente popular devido à beleza estoica e elegância que seus colegas de classe percebem que ela possui. No entanto, apenas Hitohito Tadano, um estudante extremamente comum, designado para o assento ao lado dela, percebe que por trás de sua aparência de bishōjo, Komi tem sérios problemas para se  comunicar com outras pessoas. Após um incidente que faz com que Komi e Tadano fiquem sozinhos na sala de aula, Komi revela que seu sonho é conseguir 100 amigos. Tadano decide ajudar Komi em sua busca para encontrar os 100 amigos. Um ponto a ser observado no mangá são os personagens terem nomes relacionados a  sua personalidade. Embora não mencionado, inúmeros indícios levam a crer que o mangá tenha como local de pano de fundo a cidade de Chigasaki ou alguma cidade próxima.O principal indício é que em um dos capítulos Shouko ao caminhar para a casa de Hitohito, passa por um edifício com a identificação H - 58, esse edifício existe, inclusive sendo possível encontrar no Google Mapas se procurar por "H - 58, Chigasaki".

## Personagens principais e recorrentes
Shouko Komi (古見 硝子, Komi Shōko)
Apesar de possuir uma beleza que poderia ser o desejo de qualquer pessoa, Shouko sofre de extrema ansiedade social e problemas de comunicação (provavelmente mutismo seletivo), tornando praticamente incapaz de conversar com os outros. No entanto, sua atratividade e aparência estoica (que por si só resulta de sua ansiedade) são percebidas como classe refinada, tornando-a altamente popular e impedindo que as pessoas realmente a conheçam. A primeira conversa de Shouko com Hitohito é sobre um quadro-negro e ela usa um caderno para transmitir seus sentimentos através da escrita. Apesar disso, ela ainda é capaz de conversar verbalmente por telefone celular. Seu sonho é superar seus problemas de comunicação e fazer 100 amigos.
Hitohito Tadano (只野 仁人, Tadano Hitohito)
Sentado ao lado de Shouko, Hitohito Tadano é como está implícito no mangá, um estudante "médio" de todas as maneiras possíveis. Descobrindo os problemas de comunicação de Shouko, ele faz amizade, e prometeu ajudá-la  a realizar seu sonho de ter 100 amigos, sendo ele o primeiro. À medida que o mangá progride, Hitohito conhece mais a personalidade de Shouko, ao mesmo tempo em que nega seus sentimentos românticos que progridem lentamente por ela. Uma decepção no ensino fundamental fez com que ele faça o máximo possível para não se destacar, além de ter criado um possível sentimento de inferioridade. Em várias situações do mangá ele acaba fantasiado como garota, nesse caso apresentando uma beleza em nível superior a quando não está fantasiado.
Najimi Osana (長名 なじみ, Osana Najimi)
Personagem de gênero ambíguo. Najimi Osana é amiga(o) de Hitohito desde o ensino fundamental. Ele conheceu Najimi há muito tempo como menino. E para sua surpresa, ele(a) agora se veste com um uniforme de menina na escola,  O gênero de Najimi nunca é confirmado, e eles são freqüentemente referidos com pronomes de ambos os gêneros ou um pronome indefinido. Embora esteja implícito que Najimi não tem gênero, Najimi frequentemente diz que é um menino ou uma menina e ri que alguém já pensou o contrário, embora Hitohito considere isso mais como uma desonestidade patológica. No cenário do mangá, eles são os melhores amigos de infância, apesar de Najimi dizer que é amigo de infância de todos na escola, o que se mostra ser real. Najimi é descrito como tendo imensa capacidade de conversar e fazer amizade com os outros, resultado de inúmeras mudanças de sua família na infância.
Rumiko Manbagi (万場木留美子, Manbagi Rumiko)
Gyaru bronzeada melhor amiga de Komi. Aparece a partir do segundo ano. No inicio utilizava uma maquiagem pesada, não usando mais após conselho de Hitohito.  Começa a nutrir sentimentos românticos por Hitohito.
Ren Yamai (山井恋, Yamai Ren)
Yamai é uma garota que tem uma obsessão estranha por Shouko e é extremamente hostil com as pessoas que ela acha que são muito próximas dela, especialmente Hitohito. Seu nome é uma referência à sua natureza yandere.
Hitomi Tadano (只野瞳, Tadano Hitomi)
A irmã mais nova de Hitohito Tadano.
Diferente da personalidade de seu irmão, ela é uma pessoa extrovertida e que se destaca. É praticante de judo e boa no futebol. Ela age a favor do romance do irmão com Shouko, porém alguns mal entendidos fazem ela pensar que Hitohito é gay e apaixonado por um colega de classe, sendo que nesse caso ela também o apoiaria. É companheira de classe do irmão de Shouko Komi.
Shosuke Komi (古見笑介, Komi Shosuke)
O irmão mais novo de Shouko Komi.
Diferente da irmã, ele consegue se comunicar com as pessoas, porém não tem interesse nessa comunicação. O seu silêncio, provocado pela falta de interesse em se comunicar com os outros, somado a sua beleza provocaram o mesmo efeito que Shouko Komi provocou nos alunos de sua escola, que não é a mesma da irmã.  É companheiro de classe da irmã de Hitohito Tadano.
Shuuko Komi (古見秀子, Komi Shūko)
A mãe de Shouko Komi.
Ela mesma se define como uma eterna jovem de 17 anos. Quando está entediada sua idade pode aumentar para 18 anos, retornando para 17 anos depois do fim do tédio. Esse jeito jovem causa alguns constrangimentos aos filhos. Na juventude costumava ser antissocial, porém mudou ao conhecer o marido.
Masayoshi Komi (古見将賀, Komi Masayoshi)
O pai de Shouko Komi.
Possuí uma dificuldade de comunicação com estranhos, igual a filha, porém em um nível menor. Possuía o clássico ciúme paterno com relação a filha, sendo o alvo desse ciúme Hitohito Tadano, porém com o passar do tempo, assim como sua esposa, passa a gostar tanto da companhia de Hitohito Tadano que incomoda a filha.
Jeanne Tadano (只野 慈安布, Tadano Jannu)
A mãe de Hitohito Tadano.
Único personagem do mangá que possui nome ocidental, não levando em consideração nomes baseados em palavras ocidentais que não são comumente usados como nomes pessoais, como Sanba Rio, referência clara ao Rio de Janeiro.  A mesma ao conhecer a família Komi se ajoelhou e prestou reverência ao saber que  os filhos eram companheiros de classe de pessoas de extrema beleza, no caso Shouko e Shousuke. Também acreditava que Hitohito era gay, mas em nenhum momento se mostrou triste com a situação. Ela chama o filho de Hito-chan, sendo que o honorífico chan normalmente é usado a se referir a garotas.
Chushaku Kometani (米こめ谷たに忠ちゅ釈しゃく, Kometani Chūshaku?)
Personagem que foi colega de classe de Komi Shouko, Tadano Hitohito e Osana Najimi no primeiro e segundo ano do ensino médio. Aparece pouco como personagem participante das cenas, porém é comum que ele apareça nos cantos das páginas com comentários a respeito das cenas e com informações que podem esclarecer dúvidas que possam surgir, como fatos acontecidos em capítulos anteriores. Entre os leitores é forte a ideia que seu nome deriva da palavra comentário em inglês. Em capítulos em que ele é participante, é comum ele quebrar a quarta parede, demonstrando saber de acontecimentos que em teoria não devesse saber por não estar presente no momento. Ele exerce uma certa atração entre mulheres mais velhas.

## Lista de volumes
| N.º | Original                | Original          | Português               | Português         |
| N.º | Data de lançamento      | ISBN              | Data de lançamento      | ISBN              |
| --- | ----------------------- | ----------------- | ----------------------- | ----------------- |
| 1   | 16 de setembro de 2016  | 978-4-09-127343-7 | 25 de fevereiro de 2022 | 978-65-596-0535-4 |
| 2   | 16 de dezembro de 2016  | 978-4-09-127426-7 | 25 de março de 2022     | 978-65-596-0467-8 |
| 3   | 17 de março de 2017     | 978-4-09-127509-7 | 29 de abril de 2022     | 978-65-596-0311-4 |
| 4   | 16 de junho de 2017     | 978-4-09-127575-2 | 27 de maio de 2022      | 978-65-596-0382-4 |
| 5   | 18 de julho de 2017     | 978-4-09-127664-3 | 24 de junho de 2022     | 978-65-259-0381-1 |
| 6   | 18 de outubro de 2017   | 978-4-09-127856-2 | 26 de julho de 2022     | 978-65-259-0233-3 |
| 7   | 18 de dezembro de 2017  | 978-4-09-127885-2 | 23 de setembro de 2022  | 978-65-259-0131-2 |
| 8   | 16 de março de 2018     | 978-4-09-128091-6 | 28 de outubro de 2022   | 978-65-5982-837-1 |
| 9   | 18 de junho de 2018     | 978-4-09-128254-5 | 25 de novembro de 2022  | 978-65-5982-765-7 |
| 10  | 18 de setembro de 2018  | 978-4-09-128390-0 | 23 de dezembro de 2022  | 978-65-5982-571-4 |
| 11  | 18 de dezembro de 2018  | 978-4-09-128590-4 | 27 de janeiro de 2023   | 978-65-5982-476-2 |
| 12  | 18 de março de 2019     | 978-4-09-128802-8 | 24 de fevereiro de 2023 | 978-65-259-1453-4 |
| 13  | 18 de junho de 2019     | 978-4-09-129166-0 | 24 de março de 2023     | 978-65-259-1316-2 |
| 14  | 16 de agosto de 2019    | 978-4-09-129329-9 | 28 de abril de 2023     | 978-65-259-1174-8 |
| 15  | 18 de novembro de 2019  | 978-4-09-129441-8 | 26 de maio de 2023      | 978-65-259-1082-6 |
| 16  | 18 de fevereiro de 2020 | 978-4-09-129555-2 | 23 de junho de 2023     | 978-65-259-0995-0 |
| 17  | 18 de maio de 2020      | 978-4-09-850072-7 | 28 de julho de 2023     | 978-65-259-0850-2 |
| 18  | 18 de setembro de 2020  | 978-4-09-850178-6 | 18 de agosto de 2023    | 978-65-259-0755-0 |
| 19  | 18 de novembro de 2020  | 978-4-09-850277-6 | 22 de setembro de 2023  | 978-65-259-0634-8 |
| 20  | 18 de fevereiro de 2021 | 978-4-09-850389-6 | 13 de outubro de 2023   | 978-65-259-0515-0 |
| 21  | 18 de maio de 2021      | 978-4-09-850529-6 | 17 de novembro de 2023  | 978-65-259-2384-0 |
| 22  | 18 de agosto de 2021    | 978-4-09-850644-6 | 5 de janeiro de 2024    | 978-65-259-2269-0 |
| 23  | 18 de outubro de 2021   | 978-4-09-850720-7 | 19 de janeiro de 2024   | 978-65-259-2158-7 |
| 24  | 18 de janeiro de 2022   | 978-4-09-850866-2 | 2 de fevereiro de 2024  | 978-65-259-2078-8 |
| 25  | 18 de abril de 2022     | 978-4-09-851058-0 | 12 de abril de 2024     | 978-65-259-1898-3 |
| 26  | 15 de julho de 2022     | 978-4-09-851185-3 | 17 de maio de 2024      | 978-65-259-1730-6 |
| 27  | 18 de outubro de 2022   | 978-4-09-851349-9 | 1 de julho de 2024      | 978-65-259-1487-9 |
| 28  | 18 de janeiro de 2023   | 978-4-09-851532-5 | 14 de agosto de 2024    | 978-65-259-1487-9 |
| 29  | 18 de abril de 2023     | 978-4-09-852027-5 | 10 de setembro de 2024  | 978-65-259-3418-1 |
| 30  | 18 de julho de 2023     | 978-4-09-852611-6 | 25 de outubro de 2024   | 978-65-259-3230-9 |
| 31  | 18 de outubro de 2023   | 978-4-09-852853-0 | 22 de novembro de 2024  | 978-65-259-2985-9 |
| 32  | 18 de janeiro de 2024   | 978-4-09-853073-1 | 16 de janeiro de 2025   | 978-65-259-2906-4 |
| 33  | 17 de abril de 2024     | 978-4-09-853220-9 | 12 de fevereiro de 2025 | 978-65-259-2831-9 |
| 34  | 18 de julho de 2024     | 978-4-09-853434-0 | Março de 2025           | 978-65-259-2559-2 |
| 35  | 18 de outubro de 2024   | 978-4-09-853635-1 | —                       | —                 |
| 36  | 17 de janeiro de 2025   | 978-4-09-853813-3 | —                       | —                 |
| 37  | 18 de março de 2025     | 978-4-09-854029-7 | —                       | —                 |